# Aart Jan de Geus

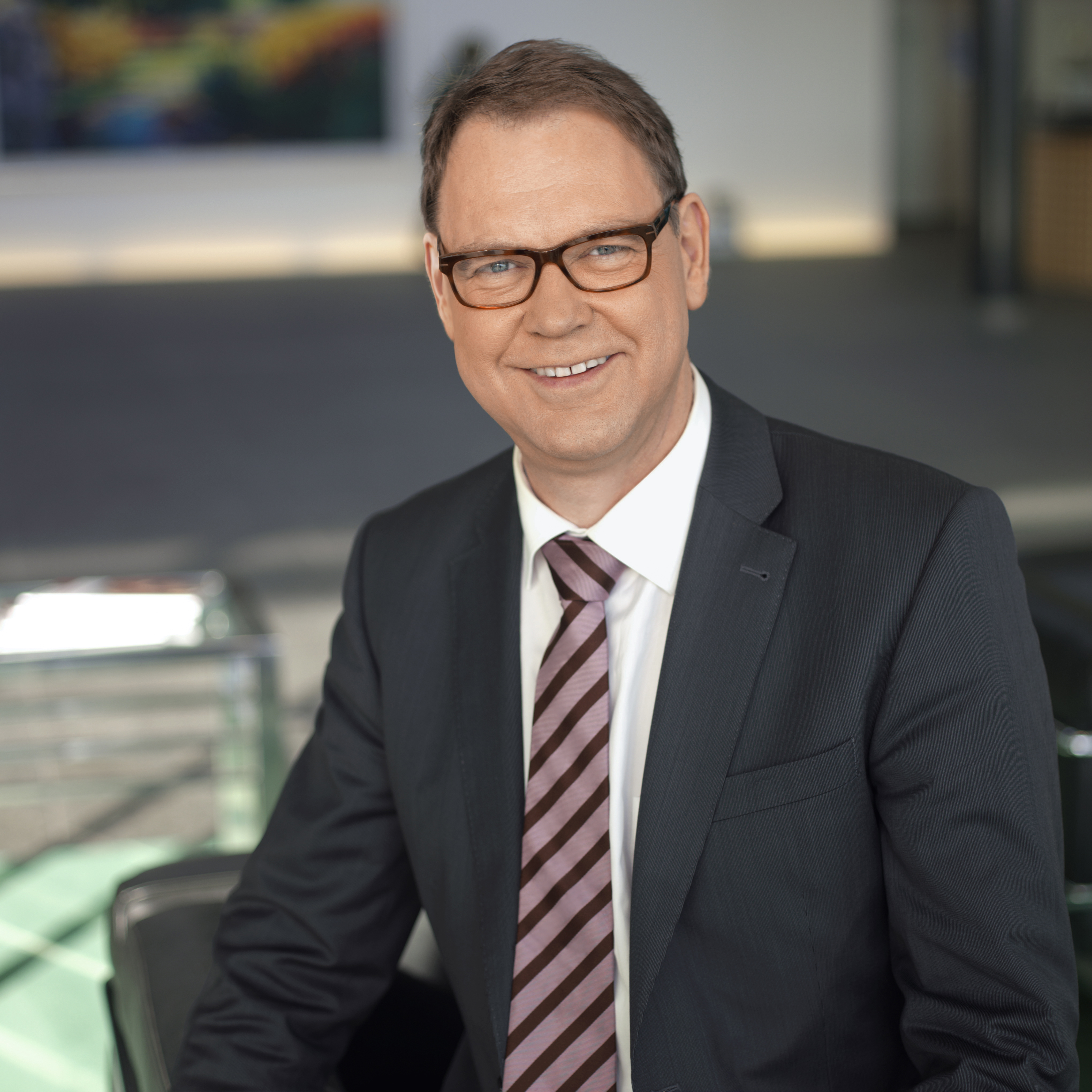
Aart Jan de Geus (2012)

Aart Jan de Geus (* 28. Juli 1955 in Doorn) ist ein niederländischer Jurist, Politiker (CDA) und Stiftungsmanager. Von 2002 bis 2007 war er Arbeits- und Sozialminister unter Jan Peter Balkenende. Anschließend arbeitete er als stellvertretender Generalsekretär für die OECD. Von 2012 bis 2019 führte er als Vorstandsvorsitzender die Bertelsmann Stiftung. Seit Januar 2020 ist er Vorsitzender der Goldschmeding Foundation, wo er sich speziell um Fragen der Sozialpolitik kümmert.

## Ausbildung
De Geus begann zunächst ein Studium der Rechtswissenschaften an der Universität Utrecht. Parallel nahm er eine Ausbildung zum Buchhalter auf, die er nach anderthalb Jahren abbrach, um sich ausschließlich seinem Studium zu widmen. Später wechselte de Geus an die Erasmus-Universität Rotterdam, an der das Studium praxisorientierter war. Auf seinen Abschluss als Master of Laws 1980 folgte ein postgraduales Studium in Arbeitsrecht an der Radboud-Universität Nijmegen.

## Karriere
Im Jahre 1980 erhielt de Geus eine Stelle als Jurist bei der Industriegewerkschaft CNV (Christelijk Nationaal Vakverbond). Im Laufe der Jahre stieg er bis zum Vorstand auf. 1988 wechselte er zum Dachverband des Gewerkschaftsbundes CNV und wurde 1993 zum stellvertretenden Vorsitzenden berufen. In dieser Funktion verantwortete er verschiedenste arbeits- und sozialpolitische Themen. Außerdem gehörte er dem Sozialökonomischen Rat an, dem in der niederländischen Verfassung verankerten obersten wirtschafts- und sozialpolitischen Organ der Regierung, dessen Mitglieder von der Krone ernannt werden.
1998 wurde de Geus Partner der Unternehmensberatung Boer & Croon in Amsterdam. Dort betreute er Projekte im Bereich des Wohlfahrtsstaates für öffentliche und private Einrichtungen. Das Akademische Krankenhauses Maastricht berief ihn in den Aufsichtsrat. Darüber hinaus gehörte de Geus dem Beirat des Verbandes der Krankenversicherer der Niederlande an und saß im Rat der Kirchen für soziale Fragen. Auch im nationalen Flüchtlingsrat engagierte er sich.

### Öffentliche Ämter
Mitte der 1970er Jahre trat de Geus der Jugendorganisation der niederländischen ARP (Anti-Revolutionaire Partij) bei, einem Vorläufer des CDA (Christen-Democratisch Appèl). Im Laufe der Jahre hatte er verschiedene Ämter in den Parteien. 2002 berief Jan Peter Balkenende de Geus zum Minister für Soziales und Beschäftigung. Für acht Monate bekleidete er zudem das Amt des Gesundheitsministers. Der niederländischen Regierung gehörte er bis 2007 an (Kabinette Balkenende I, II und III).
Während seiner Amtszeit veranlasste de Geus umfassende sozialpolitische Reformen mit dem Ziel, die Sozialversicherung tragfähiger zu machen und mehr Menschen in den Arbeitsmarkt zu integrieren. Er restrukturierte beispielsweise die staatliche und private Arbeitsvermittlung. Außerdem bezog er die Gemeinden in die Finanzierung der Sozialhilfe ein. De Geus galt als Unterstützer des niederländischen Poldermodells, einem Verfahren zur Aushandlung von Löhnen und Arbeitsbedingungen zwischen Arbeitgebern, Gewerkschaften und Experten der Regierung. Ungeachtet seiner früheren Tätigkeit für den Gewerkschaftsbund CNV gestaltete sich de Geus’ Verhältnis zu den Gewerkschaften schwierig. 2004 überstand er einen Misstrauensantrag der oppositionellen Sozialdemokraten, Sozialisten und Grünen.
2007 wurde de Geus stellvertretender Generalsekretär der OECD (Organisation for Economic Co-operation and Development). In dieser Position setzte er sich unter anderem für umweltfreundliches Wirtschaftswachstum ein und kritisierte die Spaltung des deutschen Arbeitsmarktes, weil vor allem junge und gut ausgebildete Arbeitskräfte vom Aufschwung profitieren.

### Stiftungstätigkeit
2011 wurde de Geus in den Vorstand der Bertelsmann Stiftung berufen. 2012 rückte er an die Spitze des Gremiums, da Gunter Thielen ausgeschieden war. Er hatte die interne Altersgrenze von 70 Jahren erreicht. Mit der Entscheidung für de Geus wurde die Unabhängigkeit der Bertelsmann Stiftung von der Familie Mohn gestärkt, die eine maßgebliche Kontrolle über den Konzern ausübt.
Als Vorstandsvorsitzender forcierte de Geus insbesondere die Weiterentwicklung und Internationalisierung der Stiftungsarbeit. Dies betraf auch den Auf- und Ausbau der rechtlich selbstständigen Tochterstiftungen in Barcelona (Fundación Bertelsmann) und Washington, D.C. (Bertelsmann Foundation North America). Neben dem Büro in Brüssel initiierte er die Einrichtung einer neuen Außenstelle am Werderschen Markt im historischen Zentrum Berlins. In de Geus Ressort fielen unter anderem die Programme zur Zukunft Europas, der Demokratie und nachhaltigem Wirtschaften, aber auch internationale Megatrends wie der demografische Wandel. De Geus setzte sich für mehr Investitionen der öffentlichen Hand ein, um das Wirtschaftswachstum und die Haushaltslage in Deutschland zu verbessern. Hierfür brachte er einen „Zukunftsfonds“ ins Gespräch.
Ende 2019 legte de Geus sein Amt auf eigenen Wunsch nieder, um sich in seiner Heimat einer neuen Aufgabe zu widmen. Er übergibt den Vorstandsvorsitz der Bertelsmann Stiftung an den promovierten Volkswirt Ralph Heck, der zuvor viele Jahre als Unternehmensberater für McKinsey & Company tätig war und bis 2018 den Vorsitz des Aufsichtsrats der Schaltbau Holding innehatte.

### Weitere Mandate
De Geus gehörte dem Beirat des Centrums für Hochschulentwicklung (CHE) an (2012–2019), an dem die Bertelsmann Stiftung mehrheitlich beteiligt ist. Zudem war er Vorsitzender des Kuratoriums des Reinhard-Mohn-Instituts für Unternehmensführung (RMI, 2014–2019), mit dem die Universität Witten/Herdecke den verstorbenen Bertelsmann-Patriarchen Reinhard Mohn würdigt.
2014 wurde de Geus zum Vorsitzenden des Aufsichtsrats der Triodos Bank gewählt, einer führenden Nachhaltigkeitsbank mit Niederlassungen in Belgien, Deutschland, Großbritannien und Spanien.

## Werke
- Europe Reforms Labour Market – Leaders’ Perspectives. Verlag Walter de Gruyter, Berlin 2016, ISBN 978-3-11-036577-1 (englisch).